# Mateo Vázquez de Leca
Mateo Vázquez de Leca (Corsica o Algeri, 1542 circa – Madrid, 5 maggio 1591) è stato un presbitero e politico spagnolo.

## Biografia
Di origini oscure, poco si sa della sua giovinezza. Fu protetto dal Diego Vázquez de Alderete, canonico della arcidiocesi di Siviglia, prendendo da lui il suo cognome. A Siviglia iniziò i suoi studi, probabilmente nella Compagnia di Gesù, per passare, nel 1565, al servizio di Don Diego Espinosa Arévalo, presidente della Casa de Contratación a Siviglia. Quando Don Diego fu nominato presidente del Consiglio di Castiglia, Mateo Vazquez lo accompagnò a Madrid come assistente, e lì fu ordinato sacerdote.
Nel 1572 morì Diego de Espinosa, lasciandogli in eredità i suoi servigi a Filippo II, ovvero la posizione di segretario del re il 29 marzo del 1573.
Anche se non era la carica di segretario di Stato, Vazquez esercitò un'enorme influenza sulle decisioni del monarca, diventando uno dei più stretti collaboratori del re. La sua rivalità con Antonio Pérez e Ana de Mendoza, la principessa Eboli, lo portò a intrigare contro di lui, essendo uno di quelli che fece esplodere lo scandalo che portò alla detenzione di Perez e alla messa al bando della principessa. Dopo la caduta di Perez, l'influenza di Vazquez raggiunse le più alte vette fino alla sua morte, avvenuta il 5 maggio 1591 a causa della gotta.